# Joan Elias i Armengol
Joan Elias i Armengol, va ser un cabiscol de la catedral de Girona que l’any 1826 passà a la basílica de Castelló d’Empúries.